# Chiquinho Conde
Pour les articles homonymes, voir Chiquinho et Conde.
Francisco Queriol Conde Júnior dit Chiquinho Conde est un footballeur mozambicain né le 22 novembre 1965 à Beira (Mozambique).
Il participe à la Coupe d'Afrique des nations 1986, à la Coupe d'Afrique des nations 1996, et enfin à la Coupe d'Afrique des nations 1998 avec l'équipe du Mozambique.